# Hemispheres
Hemispheres ist das sechste Studio-Album der kanadischen Rockband Rush. Es wurde 1978 unter dem Label Mercury Records veröffentlicht.

## Stil und Songs
Mit Hemispheres setzten Rush die musikalische Richtung, die sie mit A Farewell to Kings eingeschlagen hatten, fort, wobei das Album einen etwas härteren und noch progressiveren Stil pflegt, besonders, was die Komplexität der Songs angeht (ungewöhnliche Taktarten, Einsatz von im Rock eher unüblichen Instrumenten etc.). Bassist Geddy Lee setzte vermehrt Synthesizer ein, und Drummer Neil Peart experimentierte – stärker noch als auf dem Vorgängeralbum – mit diversen Perkussions-Elementen, so zum Beispiel der Cowbell (besonders auffallend im Song The Trees).
Mit dem Song Cygnus X-1 Book II: Hemispheres wurde die Cygnus-Serie, die auf dem Album A Farewell to Kings mit Cygnus X-1 Book I: The Voyage begonnen hatte, vervollständigt. Es ist zudem der dritte (und bislang letzte) Rush-Song, der eine vollständige Seite der LP einnahm. Im Teil Cygnus Bringer of Balance finden sich außerdem einige musikalische Elemente aus Cygnus X-1, Book I:The Voyager wieder.
Circumstances ist ein recht kurzer Song, der eher in die Richtung Hard Rock einzuordnen ist. Auffallend sind hier Geddy Lees Basslines sowie der Instrumentalteil, bei dem vermehrt Synthesizer eingesetzt werden und auf den E-Bass fast vollständig verzichtet wird.
The Trees beginnt, wie der Song A Farewell to Kings, mit einem Akustik-Gitarrenpart. Bemerkenswert ist ebenfalls der Instrumentalteil, in dem Synthesizer und Perkussions-Elemente zum Einsatz kommen.
Der letzte Song, La Villa Strangiato, ist ein Instrumental. In zwölf Teile unterteilt, spiegelt er vor allem das technische Können der Bandmitglieder wider. Der Song wird von vielen Rush-Fans als eines ihrer besten Werke angesehen.

## Rezeption
Im Juni 2015 wählte das renommierte Fachblatt Rolling Stone das Album auf Platz 11 der 50 besten Progressive-Rock-Alben aller Zeiten.

## Titelliste
1. Cygnus X-1, Book II: Hemispheres – 18:08
  - Prelude – 4:29
  - Apollo: Bringer of Wisdom
  - Dionysus: Bringer of Love – 4:36
  - Armageddon: The Battle of Heart and Mind – 2:55
  - Cygnus: The Bringer of Balance – 5:02
  - The Sphere: A Kind of Dream – 1:10
2. Circumstances – 3:45
3. The Trees – 4:45
4. La Villa Strangiato – 9:34
  - I. Buenos Nochas, Mein Froinds! (0:00–0:27)
  - II. To sleep, perchance to dream … (0:27–2:00)
  - III. Strangiato theme (2:00–3:16)
  - IV. A Lerxst in Wonderland (3:16–5:48) (Lerxst ist der Spitzname von Gitarrist Alex Lifeson)
  - V. Monsters! (5:48–6:10)
  - VI. The Ghost of the Aragon (6:10–6:45)
  - VII. Danforth and Pape (6:45–7:25)
  - VIII. The Waltz of the Shreves (7:25–7:51)
  - IX. Never turn your back on a Monster! (7:51–8:03)
  - X. Monsters! (Reprise) (8:03–8:17)
  - XI. Strangiato theme (Reprise) (8:17–9:19)
  - XII. A Farewell To Things (9:20–9:34)

## Besetzung
- Geddy Lee – E-Bass, Gesang, Synthesizer, Bass Pedals
- Alex Lifeson – 6- und 12-saitige E-Gitarren, akustische Gitarre, Bass Pedals
- Neil Peart – Schlagzeug, Percussion